# Chó chăn cừu Bucovina
Chó chăn cừu Bucovina, (Câin Ciobănesc de Bucovina) là một trong những giống chó giám hộ trong chăn nuôi tại các miền quê có kích thước lớn nhất và mạnh mẽ nhất, với chất lượng cao, được phát triển qua nhiều thế kỷ bởi những người chăn cừu ở dãy núi Carpathian.
Có ba loại chó chăn cừu ở Rumani: Chó Mioritic (tên cũ Barac), Chó Carpatin (tên cũ Zăvod) và Chó chăn cừu Bucovina. Trong tổ chức FCI, giống chó này được gọi là Chó chăn cừu Đông Nam châu Âu.

## Lịch sử
Chó chăn cừu Bucovina là một giống chó tự nhiên có nguồn gốc từ dãy núi Carpathian (Romania và Serbia) và phía nam sông Danube (một số vùng của Bulgaria). Giống này đặc biệt phát triển ở các vùng đông bắc Romania, thuộc quận Bucovina, cũng như ở phía đông bắc Serbia - khu vực vận chuyển gia súc lên núi nổi tiếng của các mục tử từ thời xa xưa. Qua sàng lọc tự nhiên và các cải tiến đã dẫn đến loại chó này mang tính thực tế cao. Loài này có thể sử dụng với nhiều mục đích: bảo vệ đàn gia súc, làm chó canh gác, giám sát cho các hộ gia đình ở các vùng được đề cập.
Tiêu chuẩn đầu tiên được viết vào năm 1982 và được cập nhật vào năm 2001 bởi Asociatia Chinologica Romana (Câu lạc bộ Chăm sóc Chó Rumani). Tiêu chuẩn hiện tại, có từ ngày 29 tháng 3 năm 2002, được viết và cập nhật theo mô hình được thành lập năm 1987 bởi Đại hội đồng FCI ở Jerusalem. Chó chăn cừu Bucovina chỉ được chấp nhận tạm thời bởi FCI, trong khi giống chó "anh em họ" của nó đã được chính thức công nhận.